# Temporada 2017 de la NFL
La temporada 2017 de la NFL fue la 98.ª edición de la National Football League (NFL), el principal campeonato de fútbol americano de Estados Unidos.
Esta temporada contó con la reubicación de los San Diego Chargers (ahora Los Angeles Chargers) a su ciudad original, Los Ángeles, donde ya jugaron en 1960; año de su creación.

## Calendario
La temporada regular 2017 de la NFL se disputó a lo largo de 17 semanas con un total de 256 partidos comenzando el jueves 7 de septiembre de 2017. Cada equipo disputará 16 partidos y tendrá una fecha libre, enfrentando dos veces a sus tres rivales de división, una vez a cuatro equipos de otra división intraconferencia, una vez a cuatro equipos de otra división interconferencia, y a otros dos equipos de su conferencia que obtuvieron el mismo puesto en la temporada anterior.
Esta temporada, los partidos interdivisionales se programaron de la siguiente manera:
| Intraconferencia                                                                                              | Interconferencia                                                                                              |
| --- | --- |
| - AFC Este contra AFC Oeste - AFC Norte contra AFC Sur - NFC Este contra NFC Oeste - NFC Norte contra NFC Sur | - AFC Este contra NFC Sur - AFC Norte contra NFC Norte - AFC Sur contra NFC Oeste - AFC Oeste contra NFC Este |

El Reino Unido acogerá este año cuatro partidos. El estadio de Wembley de Londres albergó dos partidos: el Jaguars-Ravens el 24 de septiembre y el 1 de octubre, el Dolphins-Saints. Los dos partidos restantes fueron en el Twickenham Stadium y enfrentaron a los Rams frente a los Cardinals, y Browns frente a Vikings.
Este año México volvió a tener otro partido. Los Oakland Raiders y los New England Patriots se enfrentaron el 19 de noviembre en el estadio Azteca.

## Clasificación
Luego de disputada la etapa regular, se abre la etapa eliminatoria o de postemporada (playoff) a la que clasifican doce equipos, según los siguientes niveles:
- A) los dos campeones de división con mejor récord en cada conferencia;
- B) los dos campeones de división restantes;
- C) los dos equipos en cada conferencia, que sin ser campeones de división, obtuvieron mejor récord (Wild cards).

La etapa eliminatoria (playoff) se disputa en cuatro rondas:
1. En la primera ronda, llamada Wildcard, se enfrentan entre sí los equipos de cada conferencia (Nacional y Americana) clasificados en los niveles B) y C). A los dos campeones les corresponde la localía, debiendo enfrentarse los que tienen mejor récord contra los Wild cards que tienen peor récord.
2. En la segunda ronda, llamada Divisionales, se enfrentan los dos ganadores de la primera ronda, contra los dos mejores campeones (nivel A), siempre dentro de cada conferencia.
3. En la tercera ronda, llamada Campeonatos de Conferencia, se enfrentan entre sí los dos equipos de cada conferencia ganadores de la ronda anterior.
4. En la cuarta ronda, llamada Super Bowl, se enfrentan los dos campeones de conferencia.

En caso de empate, la NFL ha establecido una serie de complejas reglas de desempate, en la que el criterio más importante es el resultado entre los dos equipos empatados durante la temporada regular (si lo hubiera).

## Resultados

### Temporada regular
| AFC Este                | AFC Este | AFC Este | AFC Este | AFC Este | AFC Este | AFC Este | AFC Este | AFC Este |
| Equipo                  | G        | P        | E        | CTE      | DIV      | CONF     | PF       | PC       |
| ----------------------- | -------- | -------- | -------- | -------- | -------- | -------- | -------- | -------- |
| #1 New England Patriots | 13       | 3        | 0        | .813     | 5-1      | 10-2     | 458      | 296      |
| #6 Buffalo Bills        | 9        | 7        | 0        | .563     | 3-3      | 7-5      | 302      | 359      |
| Miami Dolphins          | 6        | 10       | 0        | .375     | 2-4      | 5-7      | 281      | 393      |
| New York Jets           | 5        | 11       | 0        | .313     | 2-4      | 5-7      | 298      | 382      |

| AFC Norte              | AFC Norte | AFC Norte | AFC Norte | AFC Norte | AFC Norte | AFC Norte | AFC Norte | AFC Norte |
| Equipo                 | G         | P         | E         | CTE       | DIV       | CONF      | PF        | PC        |
| ---------------------- | --------- | --------- | --------- | --------- | --------- | --------- | --------- | --------- |
| #2 Pittsburgh Steelers | 13        | 3         | 0         | .813      | 6-0       | 10-2      | 406       | 308       |
| Baltimore Ravens       | 9         | 7         | 0         | .563      | 3-3       | 7-5       | 395       | 303       |
| Cincinnati Bengals     | 7         | 9         | 0         | .438      | 3-3       | 6-6       | 290       | 349       |
| Cleveland Browns       | 0         | 16        | 0         | .000      | 0-6       | 0-12      | 234       | 410       |

| AFC Sur                 | AFC Sur | AFC Sur | AFC Sur | AFC Sur | AFC Sur | AFC Sur | AFC Sur | AFC Sur |
| Equipo                  | G       | P       | E       | CTE     | DIV     | CONF    | PF      | PC      |
| ----------------------- | ------- | ------- | ------- | ------- | ------- | ------- | ------- | ------- |
| #3 Jacksonville Jaguars | 10      | 6       | 0       | .625    | 4-2     | 9-3     | 417     | 268     |
| #5 Tennessee Titans     | 9       | 7       | 0       | .563    | 5-1     | 8-4     | 334     | 356     |
| Indianapolis Colts      | 4       | 12      | 0       | .250    | 2-4     | 3-9     | 263     | 404     |
| Houston Texans          | 4       | 12      | 0       | .250    | 1-5     | 3-9     | 338     | 436     |

| AFC Oeste             | AFC Oeste | AFC Oeste | AFC Oeste | AFC Oeste | AFC Oeste | AFC Oeste | AFC Oeste | AFC Oeste |
| Equipo                | G         | P         | E         | CTE       | DIV       | CONF      | PF        | PC        |
| --------------------- | --------- | --------- | --------- | --------- | --------- | --------- | --------- | --------- |
| #4 Kansas City Chiefs | 10        | 6         | 0         | .625      | 5-1       | 8-4       | 415       | 339       |
| Los Angeles Chargers  | 9         | 7         | 0         | .563      | 3-3       | 6-6       | 355       | 272       |
| Oakland Raiders       | 6         | 10        | 0         | .375      | 2-4       | 5-7       | 301       | 373       |
| Denver Broncos        | 5         | 11        | 0         | .313      | 2-4       | 4-8       | 289       | 382       |

| NFC Este               | NFC Este | NFC Este | NFC Este | NFC Este | NFC Este | NFC Este | NFC Este | NFC Este |
| Equipo                 | G        | P        | E        | CTE      | DIV      | CONF     | PF       | PC       |
| ---------------------- | -------- | -------- | -------- | -------- | -------- | -------- | -------- | -------- |
| #1 Philadelphia Eagles | 13       | 3        | 0        | .813     | 5-1      | 10-2     | 457      | 295      |
| Dallas Cowboys         | 9        | 7        | 0        | .563     | 5-1      | 7-5      | 354      | 332      |
| Washington Redskins    | 7        | 9        | 0        | .438     | 1-5      | 5-7      | 342      | 388      |
| New York Giants        | 3        | 13       | 0        | .188     | 1-5      | 1-11     | 246      | 388      |

| NFC Norte            | NFC Norte | NFC Norte | NFC Norte | NFC Norte | NFC Norte | NFC Norte | NFC Norte | NFC Norte |
| Equipo               | G         | P         | E         | CTE       | DIV       | CONF      | PF        | PC        |
| -------------------- | --------- | --------- | --------- | --------- | --------- | --------- | --------- | --------- |
| #2 Minnesota Vikings | 13        | 3         | 0         | .813      | 5-1       | 10-2      | 382       | 252       |
| Detroit Lions        | 9         | 7         | 0         | .563      | 5-1       | 8-4       | 410       | 376       |
| Green Bay Packers    | 7         | 9         | 0         | .438      | 2-4       | 5-7       | 320       | 384       |
| Chicago Bears        | 5         | 11        | 0         | .313      | 0-6       | 1-11      | 264       | 320       |

| NFC Sur               | NFC Sur | NFC Sur | NFC Sur | NFC Sur | NFC Sur | NFC Sur | NFC Sur | NFC Sur |
| Equipo                | G       | P       | E       | CTE     | DIV     | CONF    | PF      | PC      |
| --------------------- | ------- | ------- | ------- | ------- | ------- | ------- | ------- | ------- |
| #4 New Orleans Saints | 11      | 5       | 0       | .688    | 4-2     | 8-4     | 448     | 326     |
| #5 Carolina Panthers  | 11      | 5       | 0       | .688    | 3-3     | 7-5     | 363     | 327     |
| #6 Atlanta Falcons    | 10      | 6       | 0       | .625    | 4-2     | 9-3     | 353     | 315     |
| Tampa Bay Buccaneers  | 5       | 11      | 0       | .313    | 1-5     | 3-9     | 335     | 382     |

| NFC Oeste           | NFC Oeste | NFC Oeste | NFC Oeste | NFC Oeste | NFC Oeste | NFC Oeste | NFC Oeste | NFC Oeste |
| Equipo              | G         | P         | E         | CTE       | DIV       | CONF      | PF        | PC        |
| ------------------- | --------- | --------- | --------- | --------- | --------- | --------- | --------- | --------- |
| #3 Los Angeles Rams | 11        | 5         | 0         | .688      | 4-2       | 7-5       | 478       | 329       |
| Seattle Seahawks    | 9         | 7         | 0         | .563      | 4-2       | 7-5       | 366       | 332       |
| Arizona Cardinals   | 8         | 8         | 0         | .500      | 3-3       | 5-7       | 295       | 361       |
| San Francisco 49ers | 6         | 10        | 0         | .375      | 1-5       | 3-9       | 331       | 383       |

     Campeón de división.
     Clasificado para Wild Cards.
     Eliminado de playoffs.

#### Jornadas
- Los horarios corresponden al huso horario de UTC−05:00, R.

| Semana 1                                         | Semana 1 | Semana 1             | Semana 1  | Semana 1             | Semana 1                            |
| Fecha                                            | Hora     | Local                | Resultado | Visitante            | Estadio                             |
| ------------------------------------------------ | -------- | -------------------- | --------- | -------------------- | ----------------------------------- |
| 7 de septiembre                                  | 20:30    | New England Patriots | 27 – 42   | Kansas City Chiefs   | Gillette Stadium                    |
| 10 de septiembre                                 | 13:00    | Buffalo Bills        | 21 – 12   | New York Jets        | New Era Field                       |
| 10 de septiembre                                 | 13:00    | Chicago Bears        | 17 – 23   | Atlanta Falcons      | Soldier Field                       |
| 10 de septiembre                                 | 13:00    | Cincinnati Bengals   | 0 – 20    | Baltimore Ravens     | Paul Brown Stadium                  |
| 10 de septiembre                                 | 13:00    | Cleveland Browns     | 18 – 21   | Pittsburgh Steelers  | FirstEnergy Stadium                 |
| 10 de septiembre                                 | 13:00    | Detroit Lions        | 35 – 23   | Arizona Cardinals    | Ford Field                          |
| 10 de septiembre                                 | 13:00    | Houston Texans       | 7 – 29    | Jacksonville Jaguars | NRG Stadium                         |
| 10 de septiembre                                 | 13:00    | Tennessee Titans     | 16 – 26   | Oakland Raiders      | Nissan Stadium                      |
| 10 de septiembre                                 | 13:00    | Washington Redskins  | 17 – 30   | Philadelphia Eagles  | FedExField                          |
| 10 de septiembre                                 | 16:05    | Los Angeles Rams     | 46 – 9    | Indianapolis Colts   | Los Angeles Memorial Coliseum       |
| 10 de septiembre                                 | 16:25    | Green Bay Packers    | 17 – 9    | Seattle Seahawks     | Lambeau Field                       |
| 10 de septiembre                                 | 16:25    | San Francisco 49ers  | 3 – 23    | Carolina Panthers    | Levi's Stadium                      |
| 10 de septiembre                                 | 20:30    | Dallas Cowboys       | 19 – 3    | New York Giants      | AT&T Stadium                        |
| 11 de septiembre                                 | 19:10    | Minnesota Vikings    | 29 – 19   | New Orleans Saints   | U.S. Bank Stadium                   |
| 11 de septiembre                                 | 22:20    | Denver Broncos       | 24 – 21   | Los Angeles Chargers | Sports Authority Field at Mile High |
| Bye week: Miami Dolphins y Tampa Bay Buccaneers. |          |                      |           |                      |                                     |

| Semana 2         | Semana 2 | Semana 2             | Semana 2  | Semana 2             | Semana 2                            |
| Fecha            | Hora     | Local                | Resultado | Visitante            | Estadio                             |
| ---------------- | -------- | -------------------- | --------- | -------------------- | ----------------------------------- |
| 14 de septiembre | 20:25    | Cincinnati Bengals   | 9 – 13    | Houston Texans       | Paul Brown Stadium                  |
| 17 de septiembre | 13:00    | Baltimore Ravens     | 24 – 10   | Cleveland Browns     | M&T Bank Stadium                    |
| 17 de septiembre | 13:00    | Carolina Panthers    | 9 – 3     | Buffalo Bills        | Bank of America Stadium             |
| 17 de septiembre | 13:00    | Indianapolis Colts   | 13 – 16   | Arizona Cardinals    | Lucas Oil Stadium                   |
| 17 de septiembre | 13:00    | Jacksonville Jaguars | 16 – 37   | Tennessee Titans     | EverBank Field                      |
| 17 de septiembre | 13:00    | Kansas City Chiefs   | 27 – 20   | Philadelphia Eagles  | Arrowhead Stadium                   |
| 17 de septiembre | 13:00    | New Orleans Saints   | 20 – 36   | New England Patriots | Mercedes-Benz Superdome             |
| 17 de septiembre | 13:00    | Pittsburgh Steelers  | 26 – 9    | Minnesota Vikings    | Heinz Field                         |
| 17 de septiembre | 13:00    | Tampa Bay Buccaneers | 29 – 7    | Chicago Bears        | Raymond James Stadium               |
| 17 de septiembre | 16:05    | Los Angeles Chargers | 17 – 19   | Miami Dolphins       | StubHub Center                      |
| 17 de septiembre | 16:05    | Oakland Raiders      | 45 – 20   | New York Jets        | Oakland-Alameda Coliseum            |
| 17 de septiembre | 16:25    | Denver Broncos       | 42 – 17   | Dallas Cowboys       | Sports Authority Field at Mile High |
| 17 de septiembre | 16:25    | Los Angeles Rams     | 20 – 27   | Washington Redskins  | Los Angeles Memorial Coliseum       |
| 17 de septiembre | 16:25    | Seattle Seahawks     | 12 – 9    | San Francisco 49ers  | CenturyLink Field                   |
| 17 de septiembre | 20:30    | Atlanta Falcons      | 34 – 23   | Green Bay Packers    | Mercedes-Benz Stadium               |
| 18 de septiembre | 20:30    | New York Giants      | 10 – 24   | Detroit Lions        | MetLife Stadium                     |

| Semana 3         | Semana 3 | Semana 3             | Semana 3  | Semana 3             | Semana 3                      |
| Fecha            | Hora     | Local                | Resultado | Visitante            | Estadio                       |
| ---------------- | -------- | -------------------- | --------- | -------------------- | ----------------------------- |
| 21 de septiembre | 20:25    | San Francisco 49ers  | 39 – 41   | Los Angeles Rams     | Levi's Stadium                |
| 24 de septiembre | 9:30     | Jacksonville Jaguars | 44 – 7    | Baltimore Ravens     | Wembley Stadium               |
| 24 de septiembre | 13:00    | Buffalo Bills        | 26 – 16   | Denver Broncos       | New Era Field                 |
| 24 de septiembre | 13:00    | Carolina Panthers    | 13 – 34   | New Orleans Saints   | Bank of America Stadium       |
| 24 de septiembre | 13:00    | Chicago Bears        | 23 – 17   | Pittsburgh Steelers  | Soldier Field                 |
| 24 de septiembre | 13:00    | Detroit Lions        | 26 – 30   | Atlanta Falcons      | Ford Field                    |
| 24 de septiembre | 13:00    | Indianapolis Colts   | 31 – 28   | Cleveland Browns     | Lucas Oil Stadium             |
| 24 de septiembre | 13:00    | Minnesota Vikings    | 34 – 17   | Tampa Bay Buccaneers | U.S. Bank Stadium             |
| 24 de septiembre | 13:00    | New England Patriots | 36 – 33   | Houston Texans       | Gillette Stadium              |
| 24 de septiembre | 13:00    | New York Jets        | 20 – 6    | Miami Dolphins       | MetLife Stadium               |
| 24 de septiembre | 13:00    | Philadelphia Eagles  | 27 – 24   | New York Giants      | Lincoln Financial Field       |
| 24 de septiembre | 16:05    | Tennessee Titans     | 33 – 27   | Seattle Seahawks     | Nissan Stadium                |
| 24 de septiembre | 16:25    | Green Bay Packers    | 27 – 24   | Cincinnati Bengals   | Lambeau Field                 |
| 24 de septiembre | 16:25    | Los Angeles Chargers | 10 – 24   | Kansas City Chiefs   | StubHub Center                |
| 24 de septiembre | 20:30    | Washington Redskins  | 27 – 10   | Oakland Raiders      | FedExField                    |
| 25 de septiembre | 20:30    | Arizona Cardinals    | 17 – 28   | Dallas Cowboys       | University of Phoenix Stadium |

| Semana 4         | Semana 4 | Semana 4             | Semana 4  | Semana 4             | Semana 4                            |
| Fecha            | Hora     | Local                | Resultado | Visitante            | Estadio                             |
| ---------------- | -------- | -------------------- | --------- | -------------------- | ----------------------------------- |
| 28 de septiembre | 20:25    | Green Bay Packers    | 35 – 14   | Chicago Bears        | Lambeau Field                       |
| 1 de octubre     | 9:30     | Miami Dolphins       | 0 – 20    | New Orleans Saints   | Wembley Stadium                     |
| 1 de octubre     | 13:00    | Atlanta Falcons      | 17 – 23   | Buffalo Bills        | Mercedes-Benz Stadium               |
| 1 de octubre     | 13:00    | Baltimore Ravens     | 9 – 26    | Pittsburgh Steelers  | M&T Bank Stadium                    |
| 1 de octubre     | 13:00    | Cleveland Browns     | 7 – 31    | Cincinnati Bengals   | FirstEnergy Stadium                 |
| 1 de octubre     | 13:00    | Dallas Cowboys       | 30 – 35   | Los Angeles Rams     | AT&T Stadium                        |
| 1 de octubre     | 13:00    | Houston Texans       | 57 – 14   | Tennessee Titans     | NRG Stadium                         |
| 1 de octubre     | 13:00    | Minnesota Vikings    | 7 – 14    | Detroit Lions        | U.S. Bank Stadium                   |
| 1 de octubre     | 13:00    | New England Patriots | 30 – 33   | Carolina Panthers    | Gillette Stadium                    |
| 1 de octubre     | 13:00    | New York Jets        | 23 – 20   | Jacksonville Jaguars | MetLife Stadium                     |
| 1 de octubre     | 16:05    | Arizona Cardinals    | 18 – 15   | San Francisco 49ers  | University of Phoenix Stadium       |
| 1 de octubre     | 16:05    | Los Angeles Chargers | 24 – 26   | Philadelphia Eagles  | StubHub Center                      |
| 1 de octubre     | 16:05    | Tampa Bay Buccaneers | 25 – 23   | New York Giants      | Raymond James Stadium               |
| 1 de octubre     | 16:25    | Denver Broncos       | 16 – 10   | Oakland Raiders      | Sports Authority Field at Mile High |
| 1 de octubre     | 20:30    | Seattle Seahawks     | 46 – 18   | Indianapolis Colts   | CenturyLink Field                   |
| 2 de octubre     | 20:30    | Kansas City Chiefs   | 29 – 20   | Washington Redskins  | Arrowhead Stadium                   |

| Semana 5                                                                             | Semana 5 | Semana 5             | Semana 5  | Semana 5             | Semana 5                      |
| Fecha                                                                                | Hora     | Local                | Resultado | Visitante            | Estadio                       |
| ------------------------------------------------------------------------------------ | -------- | -------------------- | --------- | -------------------- | ----------------------------- |
| 5 de octubre                                                                         | 20:25    | Tampa Bay Buccaneers | 14 – 19   | New England Patriots | Raymond James Stadium         |
| 8 de octubre                                                                         | 13:00    | Cincinnati Bengals   | 20 – 16   | Buffalo Bills        | Paul Brown Stadium            |
| 8 de octubre                                                                         | 13:00    | Cleveland Browns     | 14 – 17   | New York Jets        | FirstEnergy Stadium           |
| 8 de octubre                                                                         | 13:00    | Detroit Lions        | 24 – 27   | Carolina Panthers    | Ford Field                    |
| 8 de octubre                                                                         | 13:00    | Indianapolis Colts   | 26 – 23   | San Francisco 49ers  | Lucas Oil Stadium             |
| 8 de octubre                                                                         | 13:00    | Miami Dolphins       | 16 – 10   | Tennessee Titans     | Hard Rock Stadium             |
| 8 de octubre                                                                         | 13:00    | New York Giants      | 22 – 27   | Los Angeles Chargers | MetLife Stadium               |
| 8 de octubre                                                                         | 13:00    | Philadelphia Eagles  | 34 – 7    | Arizona Cardinals    | Lincoln Financial Field       |
| 8 de octubre                                                                         | 13:00    | Pittsburgh Steelers  | 9 – 30    | Jacksonville Jaguars | Heinz Field                   |
| 8 de octubre                                                                         | 16:05    | Los Angeles Rams     | 10 – 16   | Seattle Seahawks     | Los Angeles Memorial Coliseum |
| 8 de octubre                                                                         | 16:05    | Oakland Raiders      | 17 – 30   | Baltimore Ravens     | Oakland-Alameda Coliseum      |
| 8 de octubre                                                                         | 16:25    | Dallas Cowboys       | 31 – 35   | Green Bay Packers    | AT&T Stadium                  |
| 8 de octubre                                                                         | 20:30    | Houston Texans       | 34 – 42   | Kansas City Chiefs   | NRG Stadium                   |
| 9 de octubre                                                                         | 20:30    | Chicago Bears        | 17 – 20   | Minnesota Vikings    | Soldier Field                 |
| Bye week: Atlanta Falcons, Denver Broncos, New Orleans Saints y Washington Redskins. |          |                      |           |                      |                               |

| Semana 6                                                                        | Semana 6 | Semana 6             | Semana 6  | Semana 6             | Semana 6                            |
| Fecha                                                                           | Hora     | Local                | Resultado | Visitante            | Estadio                             |
| ------------------------------------------------------------------------------- | -------- | -------------------- | --------- | -------------------- | ----------------------------------- |
| 12 de octubre                                                                   | 20:25    | Carolina Panthers    | 23 – 28   | Philadelphia Eagles  | Bank of America Stadium             |
| 15 de octubre                                                                   | 13:00    | Atlanta Falcons      | 17 – 20   | Miami Dolphins       | Mercedes-Benz Stadium               |
| 15 de octubre                                                                   | 13:00    | Baltimore Ravens     | 24 – 27   | Chicago Bears        | M&T Bank Stadium                    |
| 15 de octubre                                                                   | 13:00    | Houston Texans       | 33 – 17   | Cleveland Browns     | NRG Stadium                         |
| 15 de octubre                                                                   | 13:00    | Minnesota Vikings    | 23 – 10   | Green Bay Packers    | U.S. Bank Stadium                   |
| 15 de octubre                                                                   | 13:00    | New Orleans Saints   | 52 – 38   | Detroit Lions        | Mercedes-Benz Superdome             |
| 15 de octubre                                                                   | 13:00    | New York Jets        | 17 – 24   | New England Patriots | MetLife Stadium                     |
| 15 de octubre                                                                   | 13:00    | Washington Redskins  | 26 – 24   | San Francisco 49ers  | FedExField                          |
| 15 de octubre                                                                   | 16:05    | Arizona Cardinals    | 38 – 33   | Tampa Bay Buccaneers | University of Phoenix Stadium       |
| 15 de octubre                                                                   | 16:05    | Jacksonville Jaguars | 17 – 27   | Los Angeles Rams     | EverBank Field                      |
| 15 de octubre                                                                   | 16:25    | Kansas City Chiefs   | 13 – 19   | Pittsburgh Steelers  | Arrowhead Stadium                   |
| 15 de octubre                                                                   | 16:25    | Oakland Raiders      | 16 – 17   | Los Angeles Chargers | Oakland-Alameda Coliseum            |
| 15 de octubre                                                                   | 20:30    | Denver Broncos       | 10 – 23   | New York Giants      | Sports Authority Field at Mile High |
| 16 de octubre                                                                   | 20:30    | Tennessee Titans     | 36 – 22   | Indianapolis Colts   | Nissan Stadium                      |
| Bye week: Buffalo Bills, Cincinnati Bengals, Dallas Cowboys y Seattle Seahawks. |          |                      |           |                      |                                     |

| Semana 7                                  | Semana 7 | Semana 7             | Semana 7  | Semana 7             | Semana 7                 |
| Fecha                                     | Hora     | Local                | Resultado | Visitante            | Estadio                  |
| ----------------------------------------- | -------- | -------------------- | --------- | -------------------- | ------------------------ |
| 19 de octubre                             | 20:25    | Oakland Raiders      | 31 – 30   | Kansas City Chiefs   | Oakland-Alameda Coliseum |
| 22 de octubre                             | 13:00    | Buffalo Bills        | 30 – 27   | Tampa Bay Buccaneers | New Era Field            |
| 22 de octubre                             | 13:00    | Minnesota Vikings    | 24 – 16   | Baltimore Ravens     | U.S. Bank Stadium        |
| 22 de octubre                             | 13:00    | Miami Dolphins       | 31 – 28   | New York Jets        | Hard Rock Stadium        |
| 22 de octubre                             | 13:00    | Los Angeles Rams     | 33 – 0    | Arizona Cardinals    | Twickenham Stadium       |
| 22 de octubre                             | 13:00    | Indianapolis Colts   | 0 – 27    | Jacksonville Jaguars | Lucas Oil Stadium        |
| 22 de octubre                             | 13:00    | Green Bay Packers    | 17 – 26   | New Orleans Saints   | Lambeau Field            |
| 22 de octubre                             | 13:00    | Chicago Bears        | 17 – 3    | Carolina Panthers    | Soldier Field            |
| 22 de octubre                             | 13:00    | Cleveland Browns     | 9 – 12    | Tennessee Titans     | FirstEnergy Stadium      |
| 22 de octubre                             | 16:05    | San Francisco 49ers  | 10 – 40   | Dallas Cowboys       | Levi's Stadium           |
| 22 de octubre                             | 16:25    | Los Angeles Chargers | 21 – 0    | Denver Broncos       | StubHub Center           |
| 22 de octubre                             | 16:25    | Pittsburgh Steelers  | 29 – 14   | Cincinnati Bengals   | Heinz Field              |
| 22 de octubre                             | 16:25    | New York Giants      | 7 – 24    | Seattle Seahawks     | MetLife Stadium          |
| 22 de octubre                             | 20:30    | New England Patriots | 23 – 7    | Atlanta Falcons      | Gillette Stadium         |
| 23 de octubre                             | 20:30    | Philadelphia Eagles  | 34 – 24   | Washington Redskins  | Lincoln Financial Field  |
| Bye week: Detroit Lions y Houston Texans. |          |                      |           |                      |                          |

| Semana 8 | Semana 8 | Semana 8             | Semana 8  | Semana 8             | Semana 8                |
| Fecha | Hora     | Local                | Resultado | Visitante            | Estadio                 |
| --- | -------- | -------------------- | --------- | -------------------- | ----------------------- |
| 26 de octubre | 20:25    | Baltimore Ravens     | 40 – 0    | Miami Dolphins       | M&T Bank Stadium        |
| 29 de octubre | 9:30     | Cleveland Browns     | 16 – 33   | Minnesota Vikings    | Twickenham Stadium      |
| 29 de octubre | 13:00    | Buffalo Bills        | 34 – 14   | Oakland Raiders      | New Era Field           |
| 29 de octubre | 13:00    | Cincinnati Bengals   | 24 – 23   | Indianapolis Colts   | Paul Brown Stadium      |
| 29 de octubre | 13:00    | New England Patriots | 21 – 13   | Los Angeles Chargers | Gillette Stadium        |
| 29 de octubre | 13:00    | New Orleans Saints   | 20 – 12   | Chicago Bears        | Mercedes-Benz Superdome |
| 29 de octubre | 13:00    | New York Jets        | 20 – 25   | Atlanta Falcons      | MetLife Stadium         |
| 29 de octubre | 13:00    | Philadelphia Eagles  | 33 – 10   | San Francisco 49ers  | Lincoln Financial Field |
| 29 de octubre | 13:00    | Tampa Bay Buccaneers | 3 – 17    | Carolina Panthers    | Raymond James Stadium   |
| 29 de octubre | 16:05    | Seattle Seahawks     | 41 – 38   | Houston Texans       | CenturyLink Field       |
| 29 de octubre | 16:25    | Washington Redskins  | 19 – 33   | Dallas Cowboys       | FedExField              |
| 29 de octubre | 20:30    | Detroit Lions        | 15 – 20   | Pittsburgh Steelers  | Ford Field              |
| 30 de octubre | 20:30    | Kansas City Chiefs   | 29 – 19   | Denver Broncos       | Arrowhead Stadium       |
| Bye week: Arizona Cardinals, Green Bay Packers, Jacksonville Jaguars, Los Angeles Rams, New York Giants y Tennessee Titans. |          |                      |           |                      |                         |

| Semana 9 | Semana 9 | Semana 9             | Semana 9  | Semana 9             | Semana 9                |
| Fecha | Hora     | Local                | Resultado | Visitante            | Estadio                 |
| --- | -------- | -------------------- | --------- | -------------------- | ----------------------- |
| 2 de noviembre | 20:25    | New York Jets        | 34 – 21   | Buffalo Bills        | MetLife Stadium         |
| 5 de noviembre | 13:00    | Carolina Panthers    | 20 – 17   | Atlanta Falcons      | Bank of America Stadium |
| 5 de noviembre | 13:00    | Houston Texans       | 14 – 20   | Indianapolis Colts   | NRG Stadium             |
| 5 de noviembre | 13:00    | Jacksonville Jaguars | 23 – 7    | Cincinnati Bengals   | EverBank Field          |
| 5 de noviembre | 13:00    | New Orleans Saints   | 30 – 10   | Tampa Bay Buccaneers | Mercedes-Benz Superdome |
| 5 de noviembre | 13:00    | New York Giants      | 17 – 51   | Los Angeles Rams     | MetLife Stadium         |
| 5 de noviembre | 13:00    | Philadelphia Eagles  | 51 – 23   | Denver Broncos       | Lincoln Financial Field |
| 5 de noviembre | 13:00    | Tennessee Titans     | 23 – 20   | Baltimore Ravens     | Nissan Stadium          |
| 5 de noviembre | 16:05    | San Francisco 49ers  | 10 – 20   | Arizona Cardinals    | Levi's Stadium          |
| 5 de noviembre | 16:05    | Seattle Seahawks     | 14 – 17   | Washington Redskins  | CenturyLink Field       |
| 5 de noviembre | 16:25    | Dallas Cowboys       | 28 – 17   | Kansas City Chiefs   | AT&T Stadium            |
| 5 de noviembre | 20:30    | Miami Dolphins       | 24 – 27   | Oakland Raiders      | Hard Rock Stadium       |
| 6 de noviembre | 20:30    | Green Bay Packers    | 17 – 30   | Detroit Lions        | Lambeau Field           |
| Bye week: Chicago Bears, Cleveland Browns, Los Angeles Chargers, Minnesota Vikings, New England Patriots y Pittsburgh Steelers. |          |                      |           |                      |                         |

| Semana 10                                                                              | Semana 10 | Semana 10            | Semana 10 | Semana 10            | Semana 10                           |
| Fecha                                                                                  | Hora      | Local                | Resultado | Visitante            | Estadio                             |
| -------------------------------------------------------------------------------------- | --------- | -------------------- | --------- | -------------------- | ----------------------------------- |
| 9 de noviembre                                                                         | 20:25     | Arizona Cardinals    | 16 – 22   | Seattle Seahawks     | University of Phoenix Stadium       |
| 12 de noviembre                                                                        | 13:00     | Buffalo Bills        | 10 – 47   | New Orleans Saints   | New Era Field                       |
| 12 de noviembre                                                                        | 13:00     | Chicago Bears        | 23 – 16   | Green Bay Packers    | Soldier Field                       |
| 12 de noviembre                                                                        | 13:00     | Detroit Lions        | 38 – 24   | Cleveland Browns     | Ford Field                          |
| 12 de noviembre                                                                        | 13:00     | Indianapolis Colts   | 17 – 20   | Pittsburgh Steelers  | Lucas Oil Stadium                   |
| 12 de noviembre                                                                        | 13:00     | Jacksonville Jaguars | 20 – 17   | Los Angeles Chargers | EverBank Field                      |
| 12 de noviembre                                                                        | 13:00     | Tampa Bay Buccaneers | 15 – 10   | New York Jets        | Raymond James Stadium               |
| 12 de noviembre                                                                        | 13:00     | Tennessee Titans     | 24 – 20   | Cincinnati Bengals   | Nissan Stadium                      |
| 12 de noviembre                                                                        | 13:00     | Washington Redskins  | 30 – 38   | Minnesota Vikings    | FedEx Field                         |
| 12 de noviembre                                                                        | 16:05     | Los Angeles Rams     | 33 – 7    | Houston Texans       | Los Angeles Memorial Coliseum       |
| 12 de noviembre                                                                        | 16:25     | Atlanta Falcons      | 27 – 7    | Dallas Cowboys       | Mercedes-Benz Stadium               |
| 12 de noviembre                                                                        | 16:25     | San Francisco 49ers  | 31 – 21   | New York Giants      | Levi's Stadium                      |
| 12 de noviembre                                                                        | 20:30     | Denver Broncos       | 16 – 41   | New England Patriots | Sports Authority Field at Mile High |
| 13 de noviembre                                                                        | 20:30     | Carolina Panthers    | 45 – 21   | Miami Dolphins       | Bank of America Stadium             |
| Bye week: Baltimore Ravens, Kansas City Chiefs, Oakland Raiders y Philadelphia Eagles. |           |                      |           |                      |                                     |

| Semana 11                                                                             | Semana 11 | Semana 11            | Semana 11 | Semana 11            | Semana 11                           |
| Fecha                                                                                 | Hora      | Local                | Resultado | Visitante            | Estadio                             |
| ------------------------------------------------------------------------------------- | --------- | -------------------- | --------- | -------------------- | ----------------------------------- |
| 16 de noviembre                                                                       | 20:25     | Pittsburgh Steelers  | 40 – 17   | Tennessee Titans     | Heinz Field                         |
| 19 de noviembre                                                                       | 13:00     | Chicago Bears        | 24 – 27   | Detroit Lions        | Soldier Field                       |
| 19 de noviembre                                                                       | 13:00     | Cleveland Browns     | 7 – 19    | Jacksonville Jaguars | FirstEnergy Stadium                 |
| 19 de noviembre                                                                       | 13:00     | Green Bay Packers    | 0 – 23    | Baltimore Ravens     | Lambeau Field                       |
| 19 de noviembre                                                                       | 13:00     | Houston Texans       | 31 – 21   | Arizona Cardinals    | NRG Stadium                         |
| 19 de noviembre                                                                       | 13:00     | Miami Dolphins       | 20 – 30   | Tampa Bay Buccaneers | Hard Rock Stadium                   |
| 19 de noviembre                                                                       | 13:00     | Minnesota Vikings    | 24 – 7    | Los Angeles Rams     | U.S. Bank Stadium                   |
| 19 de noviembre                                                                       | 13:00     | New Orleans Saints   | 34 – 31   | Washington Redskins  | Mercedes-Benz Superdome             |
| 19 de noviembre                                                                       | 13:00     | New York Giants      | 12 – 9    | Kansas City Chiefs   | MetLife Stadium                     |
| 19 de noviembre                                                                       | 16:05     | Los Angeles Chargers | 54 – 24   | Buffalo Bills        | StubHub Center                      |
| 19 de noviembre                                                                       | 16:25     | Denver Broncos       | 17 – 20   | Cincinnati Bengals   | Sports Authority Field at Mile High |
| 19 de noviembre                                                                       | 16:25     | Oakland Raiders      | 8 – 33    | New England Patriots | Estadio Azteca                      |
| 19 de noviembre                                                                       | 20:30     | Dallas Cowboys       | 9 – 37    | Philadelphia Eagles  | AT&T Stadium                        |
| 20 de noviembre                                                                       | 20:30     | Seattle Seahawks     | 31 – 34   | Atlanta Falcons      | CenturyLink Field                   |
| Bye week: Carolina Panthers, Indianapolis Colts, New York Jets y San Francisco 49ers. |           |                      |           |                      |                                     |

| Semana 12       | Semana 12 | Semana 12            | Semana 12 | Semana 12            | Semana 12                     |
| Fecha           | Hora      | Local                | Resultado | Visitante            | Estadio                       |
| --------------- | --------- | -------------------- | --------- | -------------------- | ----------------------------- |
| 23 de noviembre | 12:30     | Detroit Lions        | 23 – 30   | Minnesota Vikings    | Ford Field                    |
| 23 de noviembre | 16:30     | Dallas Cowboys       | 6 – 28    | Los Angeles Chargers | AT&T Stadium                  |
| 23 de noviembre | 20:30     | Washington Redskins  | 20 – 10   | New York Giants      | FedEx Field                   |
| 26 de noviembre | 13:00     | Atlanta Falcons      | 34 – 20   | Tampa Bay Buccaneers | Mercedes-Benz Stadium         |
| 26 de noviembre | 13:00     | Cincinnati Bengals   | 30 – 16   | Cleveland Browns     | Paul Brown Stadium            |
| 26 de noviembre | 13:00     | Indianapolis Colts   | 16 - 20   | Tennessee Titans     | Lucas Oil Stadium             |
| 26 de noviembre | 13:00     | Kansas City Chiefs   | 10 – 16   | Buffalo Bills        | Arrowhead Stadium             |
| 26 de noviembre | 13:00     | New England Patriots | 35 – 17   | Miami Dolphins       | Gillette Stadium              |
| 26 de noviembre | 13:00     | New York Jets        | 27 – 35   | Carolina Panthers    | MetLife Stadium               |
| 26 de noviembre | 13:00     | Philadelphia Eagles  | 31 – 3    | Chicago Bears        | Lincoln Financial Field       |
| 26 de noviembre | 16:05     | Los Angeles Rams     | 26 – 20   | New Orleans Saints   | Los Angeles Memorial Coliseum |
| 26 de noviembre | 16:05     | San Francisco 49ers  | 13 – 24   | Seattle Seahawks     | Levi's Stadium                |
| 26 de noviembre | 16:25     | Arizona Cardinals    | 27 – 24   | Jacksonville Jaguars | University of Phoenix Stadium |
| 26 de noviembre | 16:25     | Oakland Raiders      | 21 – 14   | Denver Broncos       | Oakland-Alameda Coliseum      |
| 26 de noviembre | 20:30     | Pittsburgh Steelers  | 31 – 28   | Green Bay Packers    | Heinz Field                   |
| 27 de noviembre | 20:30     | Baltimore Ravens     | 23 – 16   | Houston Texans       | M&T Bank Stadium              |

| Semana 13       | Semana 13 | Semana 13            | Semana 13 | Semana 13            | Semana 13                     |
| Fecha           | Hora      | Local                | Resultado | Visitante            | Estadio                       |
| --------------- | --------- | -------------------- | --------- | -------------------- | ----------------------------- |
| 30 de noviembre | 20:30     | Dallas Cowboys       | 38 – 14   | Washington Redskins  | AT&T Stadium                  |
| 3 de diciembre  | 13:00     | Atlanta Falcons      | 9 – 14    | Minnesota Vikings    | Mercedes-Benz Stadium         |
| 3 de diciembre  | 13:00     | Tennessee Titans     | 24 – 13   | Houston Texans       | Nissan Stadium                |
| 3 de diciembre  | 13:00     | New York Jets        | 38 – 31   | Kansas City Chiefs   | MetLife Stadium               |
| 3 de diciembre  | 13:00     | Miami Dolphins       | 35 – 9    | Denver Broncos       | Hard Rock Stadium             |
| 3 de diciembre  | 13:00     | Jacksonville Jaguars | 30 – 10   | Indianapolis Colts   | EverBank Field                |
| 3 de diciembre  | 13:00     | Green Bay Packers    | 26 – 20   | Tampa Bay Buccaneers | Lambeau Field                 |
| 3 de diciembre  | 13:00     | Baltimore Ravens     | 44 – 20   | Detroit Lions        | M&T Bank Stadium              |
| 3 de diciembre  | 13:00     | Buffalo Bills        | 3 – 23    | New England Patriots | New Era Field                 |
| 3 de diciembre  | 13:00     | Chicago Bears        | 14 – 15   | San Francisco 49ers  | Soldier Field                 |
| 3 de diciembre  | 16:05     | Los Angeles Chargers | 19 – 10   | Cleveland Browns     | StubHub Center                |
| 3 de diciembre  | 16:25     | Oakland Raiders      | 24 – 17   | New York Giants      | Oakland-Alameda Coliseum      |
| 3 de diciembre  | 16:25     | New Orleans Saints   | 31 – 21   | Carolina Panthers    | Mercedes-Benz Superdome       |
| 3 de diciembre  | 16:25     | Arizona Cardinals    | 16 – 32   | Los Angeles Rams     | University of Phoenix Stadium |
| 3 de diciembre  | 20:30     | Seattle Seahawks     | 24 – 10   | Philadelphia Eagles  | CenturyLink Field             |
| 4 de diciembre  | 20:30     | Cincinnati Bengals   | 20 – 23   | Pittsburgh Steelers  | Paul Brown Stadium            |

| Semana 14       | Semana 14 | Semana 14            | Semana 14 | Semana 14            | Semana 14                           |
| Fecha           | Hora      | Local                | Resultado | Visitante            | Estadio                             |
| --------------- | --------- | -------------------- | --------- | -------------------- | ----------------------------------- |
| 7 de diciembre  | 20:25     | Atlanta Falcons      | 20 – 17   | New Orleans Saints   | Mercedes-Benz Stadium               |
| 10 de diciembre | 13:00     | Buffalo Bills        | 13 – 7    | Indianapolis Colts   | New Era Field                       |
| 10 de diciembre | 13:00     | New York Giants      | 10 – 30   | Dallas Cowboys       | MetLife Stadium                     |
| 10 de diciembre | 13:00     | Tampa Bay Buccaneers | 21 – 24   | Detroit Lions        | Raymond James Stadium               |
| 10 de diciembre | 13:00     | Kansas City Chiefs   | 26 – 15   | Oakland Raiders      | Arrowhead Stadium                   |
| 10 de diciembre | 13:00     | Houston Texans       | 16 – 26   | San Francisco 49ers  | NRG Stadium                         |
| 10 de diciembre | 13:00     | Cleveland Browns     | 21 – 27   | Green Bay Packers    | FirstEnergy Stadium                 |
| 10 de diciembre | 13:00     | Cincinnati Bengals   | 7 – 33    | Chicago Bears        | Paul Brown Stadium                  |
| 10 de diciembre | 13:00     | Carolina Panthers    | 31 – 24   | Minnesota Vikings    | Bank of America Stadium             |
| 10 de diciembre | 16:05     | Los Angeles Chargers | 30 – 13   | Washington Redskins  | StubHub Center                      |
| 10 de diciembre | 16:05     | Denver Broncos       | 23 – 0    | New York Jets        | Sports Authority Field at Mile High |
| 10 de diciembre | 16:05     | Arizona Cardinals    | 12 – 7    | Tennessee Titans     | University of Phoenix Stadium       |
| 10 de diciembre | 16:25     | Los Angeles Rams     | 35 – 43   | Philadelphia Eagles  | Los Angeles Memorial Coliseum       |
| 10 de diciembre | 16:25     | Jacksonville Jaguars | 30 – 24   | Seattle Seahawks     | EverBank Field                      |
| 10 de diciembre | 20:30     | Pittsburgh Steelers  | 39 – 38   | Baltimore Ravens     | Heinz Field                         |
| 11 de diciembre | 20:30     | Miami Dolphins       | 27 – 20   | New England Patriots | Hard Rock Stadium                   |

| Semana 15       | Semana 15 | Semana 15            | Semana 15 | Semana 15            | Semana 15                |
| Fecha           | Hora      | Local                | Resultado | Visitante            | Estadio                  |
| --------------- | --------- | -------------------- | --------- | -------------------- | ------------------------ |
| 14 de diciembre | 20:25     | Indianapolis Colts   | 13 – 25   | Denver Broncos       | Lucas Oil Stadium        |
| 15 de diciembre | 16:30     | Detroit Lions        | 20 – 10   | Chicago Bears        | Ford Field               |
| 15 de diciembre | 20:30     | Kansas City Chiefs   | 30 – 13   | Los Angeles Chargers | Arrowhead Stadium        |
| 17 de diciembre | 13:00     | Jacksonville Jaguars | 45 – 7    | Houston Texans       | EverBank Field           |
| 17 de diciembre | 13:00     | Cleveland Browns     | 10 – 27   | Baltimore Ravens     | FirstEnergy Stadium      |
| 17 de diciembre | 13:00     | Carolina Panthers    | 31 – 24   | Green Bay Packers    | Bank of America Stadium  |
| 17 de diciembre | 13:00     | Buffalo Bills        | 24 – 16   | Miami Dolphins       | New Era Field            |
| 17 de diciembre | 13:00     | Minnesota Vikings    | 34 – 7    | Cincinnati Bengals   | U.S. Bank Stadium        |
| 17 de diciembre | 13:00     | Washington Redskins  | 20 – 15   | Arizona Cardinals    | FedExField               |
| 17 de diciembre | 13:00     | New York Giants      | 29 – 34   | Philadelphia Eagles  | MetLife Stadium          |
| 17 de diciembre | 13:00     | New Orleans Saints   | 31 – 19   | New York Jets        | Mercedes-Benz Superdome  |
| 17 de diciembre | 16:05     | Seattle Seahawks     | 7 – 42    | Los Angeles Rams     | CenturyLink Field        |
| 17 de diciembre | 16:25     | San Francisco 49ers  | 25 – 23   | Tennessee Titans     | Levi's Stadium           |
| 17 de diciembre | 16:25     | Pittsburgh Steelers  | 24 – 27   | New England Patriots | Heinz Field              |
| 17 de diciembre | 20:30     | Oakland Raiders      | 17 – 20   | Dallas Cowboys       | Oakland-Alameda Coliseum |
| 18 de diciembre | 20:30     | Tampa Bay Buccaneers | 21 – 24   | Atlanta Falcons      | Raymond James Stadium    |

| Semana 16       | Semana 16 | Semana 16            | Semana 16 | Semana 16            | Semana 16                     |
| Fecha           | Hora      | Local                | Resultado | Visitante            | Estadio                       |
| --------------- | --------- | -------------------- | --------- | -------------------- | ----------------------------- |
| 23 de diciembre | 16:30     | Baltimore Ravens     | 23 – 16   | Indianapolis Colts   | M&T Bank Stadium              |
| 23 de diciembre | 20:30     | Green Bay Packers    | 0 – 16    | Minnesota Vikings    | Lambeau Field                 |
| 24 de diciembre | 13:00     | Cincinnati Bengals   | 26 – 17   | Detroit Lions        | Paul Brown Stadium            |
| 24 de diciembre | 13:00     | Kansas City Chiefs   | 29 – 13   | Miami Dolphins       | Arrowhead Stadium             |
| 24 de diciembre | 13:00     | New England Patriots | 37 – 16   | Buffalo Bills        | Gillette Stadium              |
| 24 de diciembre | 13:00     | Chicago Bears        | 20 – 3    | Cleveland Browns     | Soldier Field                 |
| 24 de diciembre | 13:00     | Carolina Panthers    | 22 – 19   | Tampa Bay Buccaneers | Bank of America Stadium       |
| 24 de diciembre | 13:00     | New Orleans Saints   | 23 – 13   | Atlanta Falcons      | Mercedes-Benz Superdome       |
| 24 de diciembre | 13:00     | Washington Redskins  | 27 – 11   | Denver Broncos       | FedExField                    |
| 24 de diciembre | 13:00     | Tennessee Titans     | 23 – 27   | Los Angeles Rams     | Nissan Stadium                |
| 24 de diciembre | 13:00     | New York Jets        | 7 – 14    | Los Angeles Chargers | MetLife Stadium               |
| 24 de diciembre | 16:05     | San Francisco 49ers  | 44 – 33   | Jacksonville Jaguars | Levi's Stadium                |
| 24 de diciembre | 16:25     | Dallas Cowboys       | 12 – 21   | Seattle Seahawks     | AT&T Stadium                  |
| 24 de diciembre | 16:25     | Arizona Cardinals    | 23 – 0    | New York Giants      | University of Phoenix Stadium |
| 25 de diciembre | 16:30     | Houston Texans       | 6 – 34    | Pittsburgh Steelers  | NRG Stadium                   |
| 25 de diciembre | 20:30     | Philadelphia Eagles  | 19 – 10   | Oakland Raiders      | Lincoln Financial Field       |

| Semana 17       | Semana 17 | Semana 17            | Semana 17 | Semana 17            | Semana 17                           |
| Fecha           | Hora      | Local                | Resultado | Visitante            | Estadio                             |
| --------------- | --------- | -------------------- | --------- | -------------------- | ----------------------------------- |
| 31 de diciembre | 13:00     | New York Giants      | 18 – 10   | Washington Redskins  | MetLife Stadium                     |
| 31 de diciembre | 13:00     | New England Patriots | 26 – 6    | New York Jets        | Gillette Stadium                    |
| 31 de diciembre | 13:00     | Minnesota Vikings    | 23 – 10   | Chicago Bears        | U.S. Bank Stadium                   |
| 31 de diciembre | 13:00     | Detroit Lions        | 35 – 11   | Green Bay Packers    | Ford Field                          |
| 31 de diciembre | 13:00     | Indianapolis Colts   | 22 – 13   | Houston Texans       | Lucas Oil Stadium                   |
| 31 de diciembre | 13:00     | Pittsburgh Steelers  | 28 – 24   | Cleveland Browns     | Heinz Field                         |
| 31 de diciembre | 13:00     | Philadelphia Eagles  | 0 – 6     | Dallas Cowboys       | Lincoln Financial Field             |
| 31 de diciembre | 16:25     | Los Angeles Rams     | 13 – 34   | San Francisco 49ers  | Los Angeles Memorial Coliseum       |
| 31 de diciembre | 16:25     | Los Angeles Chargers | 30 – 10   | Oakland Raiders      | StubHub Center                      |
| 31 de diciembre | 16:25     | Denver Broncos       | 24 – 27   | Kansas City Chiefs   | Sports Authority Field at Mile High |
| 31 de diciembre | 16:25     | Tennessee Titans     | 15 – 10   | Jacksonville Jaguars | Nissan Stadium                      |
| 31 de diciembre | 16:25     | Tampa Bay Buccaneers | 31 – 24   | New Orleans Saints   | Raymond James Stadium               |
| 31 de diciembre | 16:25     | Miami Dolphins       | 16 – 22   | Buffalo Bills        | Hard Rock Stadium                   |
| 31 de diciembre | 16:25     | Seattle Seahawks     | 24 – 26   | Arizona Cardinals    | CenturyLink Field                   |
| 31 de diciembre | 16:25     | Atlanta Falcons      | 22 – 10   | Carolina Panthers    | Mercedes-Benz Stadium               |
| 31 de diciembre | 16:25     | Baltimore Ravens     | 27 – 31   | Cincinnati Bengals   | M&T Bank Stadium                    |

### Postemporada
| #  | AFC                  | AFC               | NFC                 | NFC               |
| -- | -------------------- | ----------------- | ------------------- | ----------------- |
| 1º | New England Patriots | Campeón del Este  | Philadelphia Eagles | Campeón del Este  |
| 2º | Pittsburgh Steelers  | Campeón del Norte | Minnesota Vikings   | Campeón del Norte |
| 3º | Jacksonville Jaguars | Campeón del Sur   | Los Angeles Rams    | Campeón del Oeste |
| 4º | Kansas City Chiefs   | Campeón del Oeste | New Orleans Saints  | Campeón del Sur   |
| 5º | Tennessee Titans     | Wild Card         | Carolina Panthers   | Wild Card         |
| 6º | Buffalo Bills        | Wild Card         | Atlanta Falcons     | Wild Card         |

- Los horarios corresponden al huso horario de UTC−05:00, R.

|  | Ronda Wild Card                                  | Ronda Wild Card                                  | Ronda Wild Card                                  |   |                      | Ronda divisional                | Ronda divisional                            | Ronda divisional                |                                             |                                             | Finales de conferencia                      | Finales de conferencia | Finales de conferencia |  |  | Super Bowl | Super Bowl | Super Bowl |
|  |                                                  |                                                  |                                                  |   |                      |                                 |                                             |                                 |                                             |                                             |                                             |                        |                        |  |  |            |            |            |
|  | 7 de enero - 13:05 TIAA Bank Field               | 7 de enero - 13:05 TIAA Bank Field               | 7 de enero - 13:05 TIAA Bank Field               |   |                      | 14 de enero - 13:05 Heinz Field | 14 de enero - 13:05 Heinz Field             | 14 de enero - 13:05 Heinz Field |                                             |                                             |                                             |                        |                        |  |  |            |            |            |
|  | 7 de enero - 13:05 TIAA Bank Field               | 7 de enero - 13:05 TIAA Bank Field               | 7 de enero - 13:05 TIAA Bank Field               |   |                      | 14 de enero - 13:05 Heinz Field | 14 de enero - 13:05 Heinz Field             | 14 de enero - 13:05 Heinz Field |                                             |                                             |                                             |                        |                        |  |  |            |            |            |
|  | 7 de enero - 13:05 TIAA Bank Field               | 7 de enero - 13:05 TIAA Bank Field               | 7 de enero - 13:05 TIAA Bank Field               |   |                      | 14 de enero - 13:05 Heinz Field | 14 de enero - 13:05 Heinz Field             | 14 de enero - 13:05 Heinz Field |                                             |                                             |                                             |                        |                        |  |  |            |            |            |
|  | 7 de enero - 13:05 TIAA Bank Field               | 7 de enero - 13:05 TIAA Bank Field               | 7 de enero - 13:05 TIAA Bank Field               |   |                      | 14 de enero - 13:05 Heinz Field | 14 de enero - 13:05 Heinz Field             | 14 de enero - 13:05 Heinz Field |                                             |                                             |                                             |                        |                        |  |  |            |            |            |
|  | 6                                                | Buffalo Bills                                    | 3                                                |   |                      | 14 de enero - 13:05 Heinz Field | 14 de enero - 13:05 Heinz Field             | 14 de enero - 13:05 Heinz Field |                                             |                                             |                                             |                        |                        |  |  |            |            |            |
|  | 6                                                | Buffalo Bills                                    | 3                                                | 3 | Jacksonville Jaguars | 45                              |                                             |                                 |                                             |                                             |                                             |                        |                        |  |  |            |            |            |
|  | 3                                                | Jacksonville Jaguars                             | 10                                               | 3 | Jacksonville Jaguars | 45                              |                                             |                                 | 21 de enero - 15:05 Gillette Stadium        | 21 de enero - 15:05 Gillette Stadium        | 21 de enero - 15:05 Gillette Stadium        |                        |                        |  |  |            |            |            |
|  | 3                                                | Jacksonville Jaguars                             | 10                                               | 2 | Pittsburgh Steelers  | 42                              |                                             |                                 | 21 de enero - 15:05 Gillette Stadium        | 21 de enero - 15:05 Gillette Stadium        | 21 de enero - 15:05 Gillette Stadium        |                        |                        |  |  |            |            |            |
|  |                                                  |                                                  |                                                  | 2 | Pittsburgh Steelers  | 42                              |                                             |                                 | 21 de enero - 15:05 Gillette Stadium        | 21 de enero - 15:05 Gillette Stadium        | 21 de enero - 15:05 Gillette Stadium        |                        |                        |  |  |            |            |            |
|  |                                                  |                                                  |                                                  |   |                      |                                 |                                             |                                 | 21 de enero - 15:05 Gillette Stadium        | 21 de enero - 15:05 Gillette Stadium        | 21 de enero - 15:05 Gillette Stadium        |                        |                        |  |  |            |            |            |
|  | 6 de enero - 16:35 Arrowhead Stadium             | 6 de enero - 16:35 Arrowhead Stadium             | 6 de enero - 16:35 Arrowhead Stadium             | 3 | Jacksonville Jaguars | 20                              |                                             |                                 |                                             |                                             |                                             |                        |                        |  |  |            |            |            |
|  | 6 de enero - 16:35 Arrowhead Stadium             | 6 de enero - 16:35 Arrowhead Stadium             | 6 de enero - 16:35 Arrowhead Stadium             | 3 | Jacksonville Jaguars | 20                              | 13 de enero - 20:15 Gillette Stadium        |                                 |                                             |                                             |                                             |                        |                        |  |  |            |            |            |
|  | 6 de enero - 16:35 Arrowhead Stadium             | 6 de enero - 16:35 Arrowhead Stadium             | 6 de enero - 16:35 Arrowhead Stadium             |   | 1                    | New England Patriots            | 24                                          |                                 |                                             |                                             |                                             |                        |                        |  |  |            |            |            |
|  | 6 de enero - 16:35 Arrowhead Stadium             | 6 de enero - 16:35 Arrowhead Stadium             | 6 de enero - 16:35 Arrowhead Stadium             |   | 1                    | New England Patriots            | 24                                          |                                 |                                             |                                             |                                             |                        |                        |  |  |            |            |            |
|  | 5                                                | Tennessee Titans                                 | 22                                               |   |                      |                                 |                                             |                                 |                                             |                                             |                                             |                        |                        |  |  |            |            |            |
|  | 5                                                | Tennessee Titans                                 | 22                                               | 5 | Tennessee Titans     | 14                              |                                             |                                 |                                             |                                             |                                             |                        |                        |  |  |            |            |            |
|  | 4                                                | Kansas City Chiefs                               | 21                                               | 5 | Tennessee Titans     | 14                              |                                             |                                 | 4 de febrero - 18:55 U.S. Bank Stadium      | 4 de febrero - 18:55 U.S. Bank Stadium      | 4 de febrero - 18:55 U.S. Bank Stadium      |                        |                        |  |  |            |            |            |
|  | 4                                                | Kansas City Chiefs                               | 21                                               | 1 | New England Patriots | 35                              |                                             |                                 | 4 de febrero - 18:55 U.S. Bank Stadium      | 4 de febrero - 18:55 U.S. Bank Stadium      | 4 de febrero - 18:55 U.S. Bank Stadium      |                        |                        |  |  |            |            |            |
|  |                                                  |                                                  |                                                  | 1 | New England Patriots | 35                              |                                             |                                 |                                             | 4 de febrero - 18:55 U.S. Bank Stadium      | 4 de febrero - 18:55 U.S. Bank Stadium      |                        |                        |  |  |            |            |            |
|  |                                                  |                                                  |                                                  |   |                      |                                 |                                             |                                 |                                             | 4 de febrero - 18:55 U.S. Bank Stadium      | 4 de febrero - 18:55 U.S. Bank Stadium      |                        |                        |  |  |            |            |            |
|  | 7 de enero - 16:40 Mercedes-Benz Superdome       | 7 de enero - 16:40 Mercedes-Benz Superdome       | 7 de enero - 16:40 Mercedes-Benz Superdome       | 1 | New England Patriots | 33                              |                                             |                                 |                                             |                                             |                                             |                        |                        |  |  |            |            |            |
|  | 7 de enero - 16:40 Mercedes-Benz Superdome       | 7 de enero - 16:40 Mercedes-Benz Superdome       | 7 de enero - 16:40 Mercedes-Benz Superdome       | 1 | New England Patriots | 33                              | 14 de enero - 16:40 U.S. Bank Stadium       |                                 |                                             |                                             |                                             |                        |                        |  |  |            |            |            |
|  | 7 de enero - 16:40 Mercedes-Benz Superdome       | 7 de enero - 16:40 Mercedes-Benz Superdome       | 7 de enero - 16:40 Mercedes-Benz Superdome       |   | 1                    | Philadelphia Eagles             | 41                                          |                                 |                                             |                                             |                                             |                        |                        |  |  |            |            |            |
|  | 7 de enero - 16:40 Mercedes-Benz Superdome       | 7 de enero - 16:40 Mercedes-Benz Superdome       | 7 de enero - 16:40 Mercedes-Benz Superdome       |   | 1                    | Philadelphia Eagles             | 41                                          |                                 |                                             |                                             |                                             |                        |                        |  |  |            |            |            |
|  | 5                                                | Carolina Panthers                                | 26                                               |   |                      |                                 |                                             |                                 |                                             |                                             |                                             |                        |                        |  |  |            |            |            |
|  | 5                                                | Carolina Panthers                                | 26                                               | 4 | New Orleans Saints   | 24                              |                                             |                                 |                                             |                                             |                                             |                        |                        |  |  |            |            |            |
|  | 4                                                | New Orleans Saints                               | 31                                               | 4 | New Orleans Saints   | 24                              |                                             |                                 | 21 de enero - 18:40 Lincoln Financial Field | 21 de enero - 18:40 Lincoln Financial Field | 21 de enero - 18:40 Lincoln Financial Field |                        |                        |  |  |            |            |            |
|  | 4                                                | New Orleans Saints                               | 31                                               | 2 | Minnesota Vikings    | 29                              |                                             |                                 | 21 de enero - 18:40 Lincoln Financial Field | 21 de enero - 18:40 Lincoln Financial Field | 21 de enero - 18:40 Lincoln Financial Field |                        |                        |  |  |            |            |            |
|  |                                                  |                                                  |                                                  | 2 | Minnesota Vikings    | 29                              |                                             |                                 | 21 de enero - 18:40 Lincoln Financial Field | 21 de enero - 18:40 Lincoln Financial Field | 21 de enero - 18:40 Lincoln Financial Field |                        |                        |  |  |            |            |            |
|  |                                                  |                                                  |                                                  |   |                      |                                 |                                             |                                 | 21 de enero - 18:40 Lincoln Financial Field | 21 de enero - 18:40 Lincoln Financial Field | 21 de enero - 18:40 Lincoln Financial Field |                        |                        |  |  |            |            |            |
|  | 6 de enero - 20:15 Los Angeles Memorial Coliseum | 6 de enero - 20:15 Los Angeles Memorial Coliseum | 6 de enero - 20:15 Los Angeles Memorial Coliseum | 2 | Minnesota Vikings    | 7                               |                                             |                                 |                                             |                                             |                                             |                        |                        |  |  |            |            |            |
|  | 6 de enero - 20:15 Los Angeles Memorial Coliseum | 6 de enero - 20:15 Los Angeles Memorial Coliseum | 6 de enero - 20:15 Los Angeles Memorial Coliseum | 2 | Minnesota Vikings    | 7                               | 13 de enero - 16:35 Lincoln Financial Field |                                 |                                             |                                             |                                             |                        |                        |  |  |            |            |            |
|  | 6 de enero - 20:15 Los Angeles Memorial Coliseum | 6 de enero - 20:15 Los Angeles Memorial Coliseum | 6 de enero - 20:15 Los Angeles Memorial Coliseum |   | 1                    | Philadelphia Eagles             | 38                                          |                                 |                                             |                                             |                                             |                        |                        |  |  |            |            |            |
|  | 6 de enero - 20:15 Los Angeles Memorial Coliseum | 6 de enero - 20:15 Los Angeles Memorial Coliseum | 6 de enero - 20:15 Los Angeles Memorial Coliseum |   | 1                    | Philadelphia Eagles             | 38                                          |                                 |                                             |                                             |                                             |                        |                        |  |  |            |            |            |
|  | 6                                                | Atlanta Falcons                                  | 26                                               |   |                      |                                 |                                             |                                 |                                             |                                             |                                             |                        |                        |  |  |            |            |            |
|  | 6                                                | Atlanta Falcons                                  | 26                                               | 6 | Atlanta Falcons      | 10                              |                                             |                                 |                                             |                                             |                                             |                        |                        |  |  |            |            |            |
|  | 3                                                | Los Angeles Rams                                 | 13                                               | 6 | Atlanta Falcons      | 10                              |                                             |                                 |                                             |                                             |                                             |                        |                        |  |  |            |            |            |
|  | 3                                                | Los Angeles Rams                                 | 13                                               | 1 | Philadelphia Eagles  | 15                              |                                             |                                 |                                             |                                             |                                             |                        |                        |  |  |            |            |            |
|  |                                                  |                                                  |                                                  | 1 | Philadelphia Eagles  | 15                              |                                             |                                 |                                             |                                             |                                             |                        |                        |  |  |            |            |            |

- Local en cada partido: El local en cada partido es el equipo mejor clasificado, el equipo de abajo en el cuadro, excepto en el Super Bowl que es un estadio neutral.

## Premios

### Individuales
| Premio                       | Ganador           | Posición             | Equipo               |
| ---------------------------- | ----------------- | -------------------- | -------------------- |
| Jugador Más Valioso          | Tom Brady         | Quarterback          | New England Patriots |
| Jugador Ofensivo del Año     | Todd Gurley       | Running back         | Los Angeles Rams     |
| Jugador Defensivo del Año    | Aaron Donald      | Defensive tackle     | Los Angeles Rams     |
| Entrenador del Año           | Sean McVay        | Entrenador           | Los Angeles Rams     |
| Entrenador Asistente del Año | Pat Shurmur       | Coordinador ofensivo | Minnesota Vikings    |
| Rookie del Año               | Alvin Kamara      | Running back         | New Orleans Saints   |
| Rookie Ofensivo del Año      | Alvin Kamara      | Running back         | New Orleans Saints   |
| Rookie Defensivo del Año     | Marshon Lattimore | Cornerback           | New Orleans Saints   |
| Jugador Regreso del Año      | Keenan Allen      | Wide receiver        | Los Angeles Chargers |
| Hombre del Año               | J. J. Watt        | Defensive end        | Houston Texans       |
| Ejecutivo del Año            | Howie Rosemane    | Gerente general      | Philadelphia Eagles  |

### Equipo All-Pro
| Ofensivo      | Ofensivo                                                |
| ------------- | ------------------------------------------------------- |
| Quarterback   | Tom Brady, New England                                  |
| Running back  | Todd Gurley, L. A. Rams Le'Veon Bell, Pittsburgh        |
| Wide receiver | Antonio Brown, Pittsburgh DeAndre Hopkins, Houston      |
| Tight end     | Rob Gronkowski, New England                             |
| Tackle        | Andrew Whitworth, L. A. Rams Lane Johnson, Philadelphia |
| Guard         | Andrew Norwell, Carolina David DeCastro, Pittsburgh     |
| Center        | Jason Kelce, Philadelphia                               |

| Defensivo      | Defensivo                                                            |
| -------------- | -------------------------------------------------------------------- |
| Defensive end  | Calais Campbell, Jacksonville Cameron Jordan, New Orleans            |
| Tackle         | Aaron Donald, L. A. Rams Cameron Heyward, Pittsburgh                 |
| Linebacker     | Chandler Jones, Arizona Bobby Wagner, Seattle Luke Kuechly, Carolina |
| Cornerback     | Jalen Ramsey, Jacksonville Xavier Rhodes, Minnesota                  |
| Safety         | Kevin Byard, Tennessee Harrison Smith, Minnesota                     |
| Defensive back | Darius Slay, Detroit                                                 |

| Kicker          | Greg Zuerlein, L. A. Rams |
| Punter          | Johnny Hekker, L. A. Rams |
| Kick returner   | Pharoh Cooper, L. A. Rams |
| Punt returner   | Jamal Agnew, Detroit      |
| Equipo especial | Budda Baker, Arizona      |

### Jugador de la Semana/Mes
Los siguientes fueron elegidos jugadores de la semana y del mes durante la temporada 2017:
| Semana/Mes | Jugador ofensivo               | Jugador ofensivo                | Jugador defensivo                | Jugador defensivo                 | Equipo especial                | Equipo especial            |
| Semana/Mes | AFC                            | NFC                             | AFC                              | NFC                               | AFC                            | NFC                        |
| ---------- | ------------------------------ | ------------------------------- | -------------------------------- | --------------------------------- | ------------------------------ | -------------------------- |
| 1          | Alex Smith (Chiefs)            | Sam Bradford (Vikings)          | Calais Campbell (Jaguars)        | Trumaine Johnson (Rams)           | Giorgio Tavecchio (Raiders)    | Matt Prater (1/2) (Lions)  |
| 2          | Tom Brady (1/4) (Patriots)     | J. J. Nelson (Cardinals)        | Chris Jones (Chiefs)             | Desmond Trufant (Falcons)         | Cody Parkey (Dolphins)         | Jamal Agnew (Lions)        |
| 3          | Tom Brady (2/4) (Patriots)     | Kirk Cousins (Redskins)         | Terrence Brooks (Jets)           | DeMarcus Lawrence (1/2) (Cowboys) | Steven Hauschka (1/2) (Bills)  | Jake Elliott (Eagles)      |
| Sept.      | Kareem Hunt (Chiefs)           | Todd Gurley (1/5) (Rams)        | Melvin Ingram (Chargers)         | DeMarcus Lawrence (2/2) (Cowboys) | Ryan Succop (1/2) (Titans)     | Matt Prater (2/2) (Lions)  |
| 4          | Deshaun Watson (1/2) (Texans)  | Todd Gurley (2/5) (Rams)        | Cameron Heyward (1/2) (Steelers) | Julius Peppers (Panthers)         | Steven Hauschka (2/2) (Bills)  | Greg Zuerlein (1/4) (Rams) |
| 5          | Melvin Gordon (Chargers)       | Aaron Rodgers (Packers)         | Telvin Smith (Jaguars)           | Earl Thomas (Seahawks)            | Adam Vinatieri (Colts)         | Kenjon Barner (Eagles)     |
| 6          | Le'Veon Bell (1/2) (Steelers)  | Adrian Peterson (Cardinals)     | Johnathan Joseph (Texans)        | Cameron Jordan (1/2) (Saints)     | Ryan Succop (2/2) (Titans)     | Pharoh Cooper (Rams)       |
| 7          | Amari Cooper (Raiders)         | Carson Wentz (1/2) (Eagles)     | Kevin Byard (1/2) (Titans)       | Eddie Jackson (Bears)             | Travis Benjamin (Chargers)     | Kai Forbath (Vikings)      |
| 8          | JuJu Smith-Schuster (Steelers) | Russell Wilson (1/2) (Seahawks) | Carlos Dunlap (Bengals)          | Jalen Mills (Eagles)              | Harrison Butker (1/4) (Chiefs) | Tyrone Crawford (Cowboys)  |
| Oct.       | Deshaun Watson (2/2) (Texans)  | Carson Wentz (2/2) (Eagles)     | Micah Hyde (Bills)               | Everson Griffen (Vikings)         | Harrison Butker (2/4) (Chiefs) | Greg Zuerlein (2/4) (Rams) |
| 9          | T. Y. Hilton (Colts)           | Jared Goff (Rams)               | Jordan Jenkins (Jets)            | Karlos Dansby (Cardinals)         | Jaydon Mickens (1/2) (Jaguars) | Justin Hardee (Saints)     |
| 10         | Tom Brady (3/4) (Patriots)     | Cam Newton (Panthers)           | A. J. Bouye (Jaguars)            | Adrian Clayborn (Falcons)         | Dion Lewis (Patriots)          | Greg Zuerlein (3/4) (Rams) |
| 11         | Antonio Brown (Steelers)       | Mark Ingram (Saints)            | Matt Judon (Ravens)              | Landon Collins (Giants)           | Stephen Gostkowski (Patriots)  | Tyler Lockett (Seahawks)   |
| 12         | Philip Rivers (1/2) (Chargers) | Julio Jones (Falcons)           | Cameron Heyward (2/2) (Steelers) | Luke Kuechly (Panthers)           | Sam Koch (1/2) (Ravens)        | Phil Dawson (Cardinals)    |
| Nov.       | Tom Brady (4/4) (Patriots)     | Case Keenum (Vikings)           | Casey Hayward (Chargers)         | Cameron Jordan (2/2) (Saints)     | Justin Tucker (Ravens)         | Greg Zuerlein (4/4) (Rams) |
| 13         | Josh McCown (Jets)             | Russell Wilson (2/2) (Seahawks) | Eric Weddle (Ravens)             | Dean Lowry (Packers)              | Chris Boswell (Steelers)       | Robbie Gould (1/3) (49ers) |
| 14         | Ben Roethlisberger (Steelers)  | Jonathan Stewart (Panthers)     | Xavien Howard (Dolphins)         | Deion Jones (Falcons)             | Jaydon Mickens (2/2) (Jaguars) | Trevor Davis (Packers)     |
| 15         | Rob Gronkowski (Patriots)      | Todd Gurley (3/5) (Rams)        | Marcus Peters (Chiefs)           | Darius Slay (Lions)               | Sam Koch (2/2) (Ravens)        | Robbie Gould (2/3) (49ers) |
| 16         | Dion Lewis (Patriots)          | Todd Gurley (4/5) (Rams)        | Mike Hilton (Steelers)           | Harrison Smith (Vikings)          | Harrison Butker (3/4) (Chiefs) | Damiere Byrd (Panthers)    |
| 17         | Philip Rivers (2/2) (Chargers) | Chris Godwin (Buccaneers)       | Kevin Byard (2/2) (Titans)       | Ezekiel Ansah (Lions)             | JuJu Smith-Schuster (Steelers) | Matt Bryant (Falcons)      |
| Dic.       | Le'Veon Bell (2/2) (Steelers)  | Todd Gurley (5/5) (Rams)        | Jordan Poyer (Bills)             | Chandler Jones (Cardinals)        | Harrison Butker (4/4) (Chiefs) | Robbie Gould (3/3) (49ers) |

### Rookie del Mes
| Mes   | Rookie                     | Rookie                           |
| Mes   | Ofensivo                   | Defensivo                        |
| ----- | -------------------------- | -------------------------------- |
| Sept. | Kareem Hunt (1/2) (Chiefs) | Tre'Davious White (Bills)        |
| Oct.  | Deshaun Watson (Texans)    | Marshon Lattimore (1/2) (Saints) |
| Nov.  | Alvin Kamara (Saints)      | Reuben Foster (49ers)            |
| Dic.  | Kareem Hunt (2/2) (Chiefs) | Marshon Lattimore (2/2) (Saints) |